# When I’m with You (piosenka Sparks)
When I'm with You – piosenka napisana przez amerykańskich braci Rona i Russella Maelów, którzy nagrali ją w 1979 roku i rok później wydali jako zespół Sparks. Wersja kompozycji w wykonaniu duetu oparta jest na gatunkach disco i nowej fali. We Francji piosenka była przebojem, a na tamtejszej liście przebojów dotarła do 4. pozycji, natomiast w Australii do 17. miejsca.
Utwór otwiera album studyjny Terminal Jive (1980). „When I'm with You” jest jedną piosenek w dyskografii zespołu, której elementem jest wątek miłosny. Dzieło nie jest pozbawione osobliwości charakterystycznych dla twórczości duetu.

## Historia
Według Russella Maela realizacja nagrań do drugiego albumu duetu Sparks, którego producentem był Giorgio Moroder, była wyraźnie spowolniona, ponieważ Moroder odrzucał praktycznie każdą piosenkę, którą zaproponował mu Mael. Dopiero utwór „When I’m with You” uznano za odpowiedni materiał na nowy album. Muzycy wraz z producentem odpowiednio zaaranżowali kompozycję, dzięki czemu po wydaniu piosenka odniosła sukces.
Singiel „When I’m with You” był największym komercyjnym sukcesem w całej dyskografii duetu Sparks, mimo że w Wielkiej Brytanii nie przyjęto piosenki przychylnie (nie znalazła się na głównej liście przebojów), a w Stanach Zjednoczonych singiel w ogóle nie został wydany. We Francji singiel został sprzedany w liczbie ponad 750 000 egzemplarzy.
W 1997 roku muzycy Sparks ponownie nagrali tę piosenkę i umieścili na albumie Plagiarism (1997).

## Tekst
Słowa piosenki śpiewane przez Russella Maela When I’m with you, I never need a mirror (tłum. kiedy jestem z tobą, nigdy nie potrzebuję lustra) są niejednoznaczne, przez co autor nie wyjaśnia w kim jest zakochany (czy w innej osobie czy w samym sobie).

## Listy przebojów
| Kraj | Lista                    | Pozycja | Źr.   |
| ---- | ------------------------ | ------- | ----- |
| AU   | Top 100 Singles          | 17      | [ 3 ] |
| FR   | Chansons: ventes/airplay | 4       | [ 2 ] |

## Personel
- Russell Mael – śpiew
- Ron Mael – keyboardy
- W.G. Snuffy Walden – gitara elektryczna
- Richie Zito – gitara basowa
- Harold Faltermeyer – keyboardy
- Keith Forsey – perkusja
- Laurie Forsey – wokal wspierający